# Paesaggio con soldati in riva a un fiume
Paesaggio con soldati in riva a un fiume è un dipinto a olio su tela (50x94 cm) di Salvator Rosa, databile al 1645-1648 circa e conservato nella Galleria degli Uffizi a Firenze. Fa pendant con la Paesaggio con ponte rotto dello stesso autore. 

## Storia
L'opera viene concordemente riferita alla seconda parte del soggiorno fiorentino dell'artista (1640-1648), quando andava maturando uno stile meno pittoresco e più classicheggiante, che anticipa alcune tematiche del romanticismo.
La prima menzione sicura risale all'inventario del 1713 dei beni alla morte del gran principe Ferdinando, venendo poi trasferito da palazzo Pitti agli Uffizi nel 1753, dove la vide Jean-Baptiste Wicar che la fece incidere pubblicandola nel 1789 nei due volumi di Tableaux, statues, bas-reliefs et camées, de la Galerie de Florence at du Palais Pitti. 
L'opera più volte riprodotta e ispirò molti emuli, come l'olandese Jacob de Heusch.

## Descrizione e stile
Nonostante le dimensioni contenute, il paesaggio spicca per l'ariosità e la vastità del paesaggio, accentuata dal punto di vista basso. Ben calibrata è la composizione: a destra una montagna con speroni rocciosi e rovine degrada lungo la diagonale verso un fiume, che fa un'ansa e si apre in lontananza probabilmente verso la foce rischiarato dai bagliori di un luminosissimo orizzonte, col sole che sorge o tramonta. In controluce si notano le fortificazioni di una città.
A sinistra la composizione è chiusa da altri monti e da un albero scuro e frondoso, con alcuni rami spezzati, presso il quale si sono accampati alcuni armigeri, che indicano altre figurette presso la riva. 
Tutta la scena è pervasa da una luce calda e sfumata, che diventa più vigorosa nelle figure più vicine, e lascia spazio a poderose ombreggiature nelle superfici non illuminate. L'effetto è quello di una natura ora sublime, ora inquietante, dove le figure umane sono dei piccoli spettatori inermi.